# Robert Ratkowski
Robert Ratkowski (* 3. August 1975) ist ein ehemaliger deutscher Fußballspieler.

## Karriere

### Verein
Der Mittelfeldspieler war in insgesamt 90 Zweitligapartien am Ball. Der Sprung ins Oberhaus des deutschen Fußballs gelang ihm bis zum Ende seiner Karriere nicht.
Begonnen hatte Ratkowskis Laufbahn im Nachwuchs von ESV-AW Oppum sowie in der Jugendabteilung des damaligen FC Bayer 05 Uerdingen. Mit dem SC Rot-Weiss Essen gelang dem Talent in der Saison 1995/96 der Sprung aus der damals drittklassigen Regionalliga ins Unterhaus des deutschen Lizenzfußballs. Im Anschluss an die drei Spielzeiten an der Hafenstraße folgten Wanderjahre zwischen den Ligen 2 und 3, die ihn unter anderem zum SV Waldhof Mannheim, 1. FSV Mainz 05, Rot-Weiß Oberhausen und Chemnitzer FC führten. In der Spielzeit 2002/03 folgte ein zweiter Aufenthalt in Mannheim bei den Waldhof-Buben.
Zum Ausklang seiner Zeit als Fußballprofi stand der frühere Nachwuchsauswahlspieler auch bei der SG Wattenscheid 09 und beim FC Sachsen Leipzig unter Vertrag. Die letzte bekannte Spielerstation ist für Ratkowski ab Jahresbeginn 2006 bei der SG Eintracht Kaiserslautern notiert.

### Nationalmannschaft
Mit der DFB-B-Jugend unter Bernd Stöber wurde Ratkowski 1992 U-16-Europameister. An der Seite von Lars Ricken, Kai Michalke und Marcus Wedau siegte der Akteur aus dem Bayer-Uerdingen-Nachwuchs mit dem deutsche Team beim Turnier auf Zypern im Finale mit 2:1 gegen die spanischen Altersgenossen. Im Halbfinale hatte der Mittelfeldmann den letzten deutschen Elfmeter beim 6:5-Sieg im Shoot-out gegen die italienische U-16 verwandelt.
Zwei Jahre später war Ratkowski wieder unter den erfolgreichen deutschen Elfmeterschützen, als die U-18 Deutschlands in der Zwischenrunde der Junioren-EM 1994 nach zwei torlosen Unentschieden im April gegen Belgien vom Punkt den Einzug in die Endrunde realisierte. Auch beim Finalturnier in Spanien im Juli 1994 gehörte der fast 19-Jährige zum DFB-Kader von Hans-Jürgen Dörner, kam jedoch aufgrund einer Sperre nicht beim verlorenen Endspiel gegen Portugal zum Einsatz. Das Fachblatt kicker Sportmagazin schätzte ihn zum damaligen Zeitpunkt wie folgt ein: „Er spielte eine gute Rolle auf der rechten Außenbahn, fehlte wegen der zweiten Gelben Karte im Finale. Ratkowski wechselte von Uerdingen nach Essen und dürfte sich in der Regionalliga bewähren.“ Für die U-20-WM 1995, für sich Deutschland als EM-Zweiter qualifiziert hatte, erhielt er als einer von sechs Stammspielern der Dörner-Elf von seinem Verein Rot-Weiss Essen keine Freigabe.

## Trainerlaufbahn
Mitte der 2. Dekade des 21. Jahrhunderts war Ratkowski zeitweise als Trainer des TSG Kaiserslautern tätig.